# Хуньчунь
Хуньчунь (спрощ.: 珲春; піньїнь: Húnchūn; кор. 훈춘) — міський повіт у Яньбянь-Корейській автономній префектурі провінції Цзілінь (КНР), розташований на правому березі річки Хуньчуньхе біля кордону з Приморським краєм (Росія) та КНДР.

## Історія
1889 року було створено Хуньчуньську управу. Адміністративний центр управи було огороджено високою глиняною зубчастою стіною завтовшки 6,4 метра, с барбетами, бійницями та глибоким ровом, оскільки слугував ставкою військового губернатора (фудутуна). Біля міста було розбито укріплений табір.
Під час боксерського повстання, попри гарне озброєння й численний гарнізон, Хуньчунь у серпні 1900 року захопили російські війська під командуванням генерала Айгустова.
На початку XX століття місто вело торгівлю з Приамурським краєм і Кореєю. Хуньчунь був центром найму китайських кулі (робітників) на промисли: трепанговий і морської капусти.
1902 року Хуньчуньську управу було об'єднано з Яньцзіським комісаріатом, а 1910 року було створено окремий Хуньчуньський комісаріат. Після Синьхайської революції в країні було проведено адміністративну реформу, й 1913 року Хуньчуньський комісаріат було переформовано на повіт Хуньчунь.
В серпні 1945 року Хуньчунь було звільнено від японської окупації. Після завершення Другої світової війни уряд Китаю здійснив адміністративно-територіальний переділ Північного Сходу, й повіт Хуньчунь увійшов до складу провінції Гірин. Під час громадянської війни Хуньчунь опинився на території, яку контролювали китайські комуністи, та став одним з основних центрів виробництва зброї на північному сході Китаю.
1952 року було створено Яньбянь-Корейський автономний район (від 1955 — Яньбянь-Корейська автономна префектура), і повіт Хуньчунь увійшов до його складу. 1988 року повіт Хуньчунь було переформовано на міський повіт.

## Населення
Населення міста зросло з 5 тисяч осіб наприкінці XIX століття до 280 тисяч відповідно до перепису 2010 року. Етнічний склад населення міста здавна має змішаний характер. Корейці складають близько половини населення міста (47,9 %), численною є етнічна група китайців (42,8 % населення). Окрім них у місті зберігається й 20-тисячна маньчжурська громада (9,3 %), що є автохтонним населенням тих місць до початку масової китайсько-корейської міграції кінця XIX століття. Як офіційні використовуються китайська та корейська мови.

## Адміністративний поділ
Міський повіт поділяється на 4 вуличні комітети, 4 селища, 3 волості, 2 національні волості й 1 прикордонну економічну зону співробітництва.

## Економіка
Від початку 1990-их років китайський уряд інвестував значні кошти для перетворення Хуньчуня на регіональний економічний центр. 9 березня 1992 року китайський парламент ухвалив рішення про створення Хуньчуньської прикордонної економічної зони співробітництва. За підтримки Державної ради та провінційного уряду Цзіліню впродовж 1990-их років у Хуньчунь було вкладено понад 4 млрд юанів.

## Транспорт

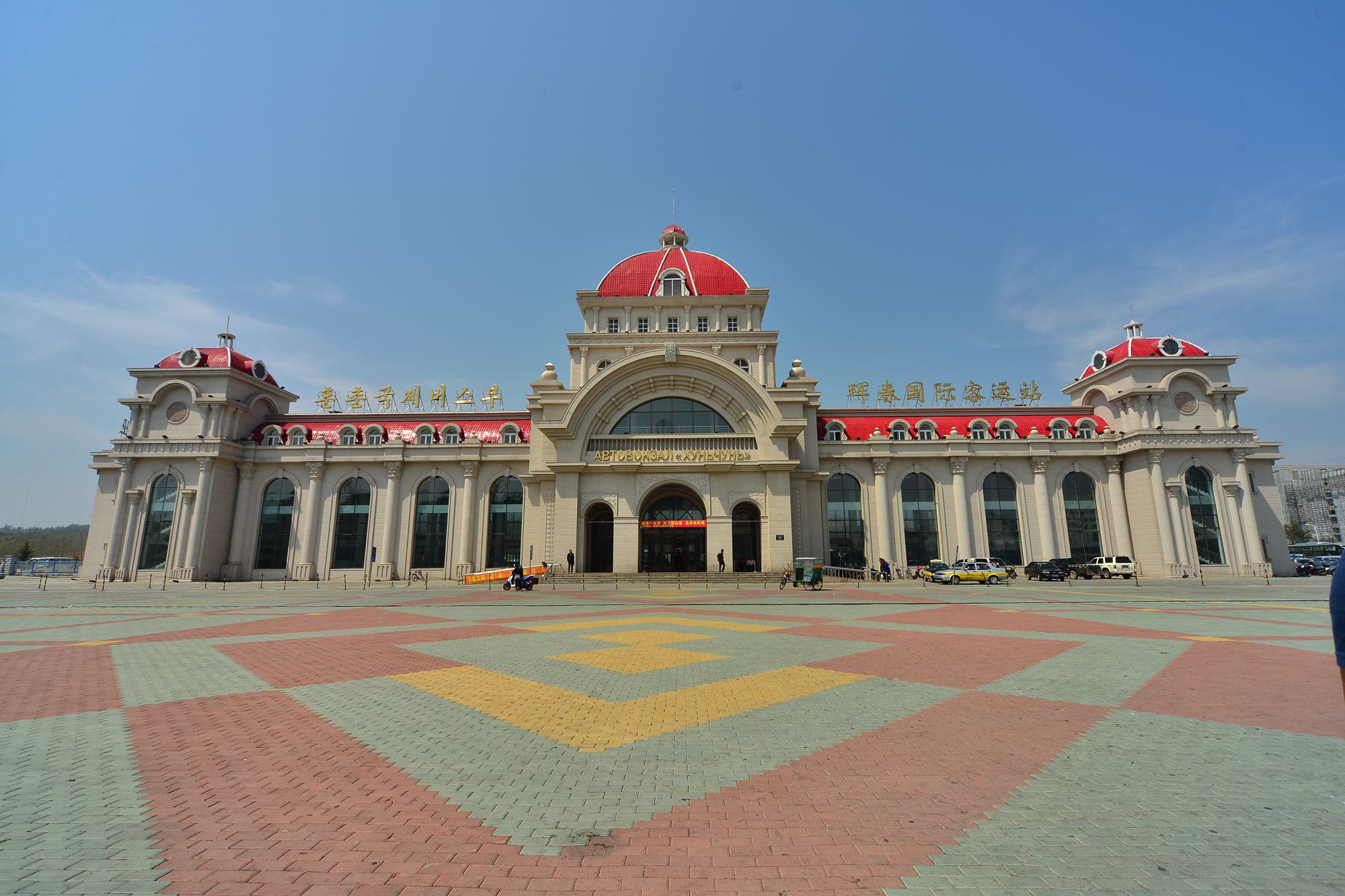
Автовокзал Хуньчуня

На початку 1990-их років уряд провінції Цзілінь схвалив створення залізничної гілки та автомагістралі до Хуньчуня. Місто було зв'язано мостом із північнокорейським містом Вончон. Вперше такий міст було збудовано під час японської окупації 1938 року. 2010 міст було включено до програми модернізації інфраструктури міста Расон, підписаної між урядами КНР і Північної Кореї.

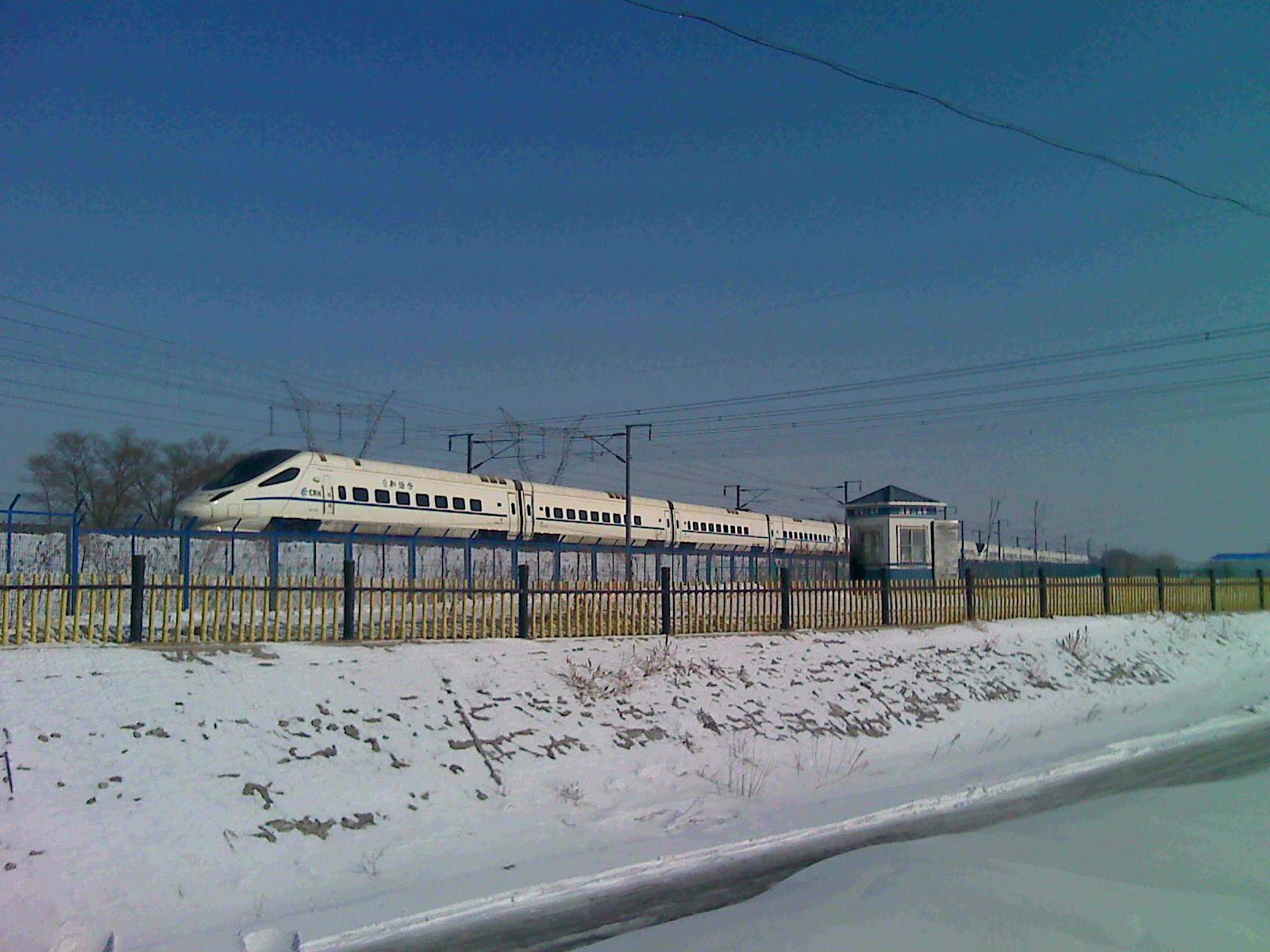
Виділена швидкісна залізниця Чанчунь—Гірин—Хуньчунь

Окрім того, нова залізнична магістраль пов'язала Хуньчунь з Махаліним (станція на гілці Уссурійськ — Хасан, за 41 км до станції Хасан) почала функціонувати з лютого 2000 року.
Зведено й 2015 року введено в експлуатацію швидкісну пасажирську залізницю від Чанчуня через Гірин на Хуньчунь. Змі змальовують ту залізницю як «найкрасивішу в Маньчжурії» (через ландшафт, яким її прокладено) та як "найшвидший шлях до Владивостока» (4 години потягом від Шеньяна до Хуньчуня, потім 4 години автобусом до Владивостока).

## Клімат
Клімат міста є помірним мусонним. Зима холодна та сонячна, з малою кількістю опадів і низькою вологістю повітря. Літо спекотне й дощове, з високою вологістю повітря.
| Клімат Хуньчуня (норма 1981—2010) | Клімат Хуньчуня (норма 1981—2010) | Клімат Хуньчуня (норма 1981—2010) | Клімат Хуньчуня (норма 1981—2010) | Клімат Хуньчуня (норма 1981—2010) | Клімат Хуньчуня (норма 1981—2010) | Клімат Хуньчуня (норма 1981—2010) | Клімат Хуньчуня (норма 1981—2010) | Клімат Хуньчуня (норма 1981—2010) | Клімат Хуньчуня (норма 1981—2010) | Клімат Хуньчуня (норма 1981—2010) | Клімат Хуньчуня (норма 1981—2010) | Клімат Хуньчуня (норма 1981—2010) | Клімат Хуньчуня (норма 1981—2010) |
| Показник                          | Січ.                              | Лют.                              | Бер.                              | Квіт.                             | Трав.                             | Черв.                             | Лип.                              | Серп.                             | Вер.                              | Жовт.                             | Лист.                             | Груд.                             | Рік                               |
| Абсолютний максимум, °C           | 9,2                               | 12,4                              | 20,3                              | 33,6                              | 33,4                              | 36,9                              | 35,6                              | 36,2                              | 31,3                              | 27,3                              | 19,3                              | 9,9                               | 36,9                              |
| Середній максимум, °C             | −5,3                              | −0,7                              | 5,8                               | 14,4                              | 19,7                              | 22,3                              | 25,0                              | 26,6                              | 22,6                              | 15,6                              | 4,9                               | −3,2                              | 12,3                              |
| Середня температура, °C           | −10,8                             | −6,8                              | −0,3                              | 7,4                               | 12,9                              | 16,9                              | 20,5                              | 21,8                              | 16,3                              | 8,7                               | −0,8                              | −8,2                              | 6,5                               |
| Середній мінімум, °C              | −15,7                             | −12,4                             | −5,9                              | 1,4                               | 7,5                               | 13,0                              | 17,4                              | 18,2                              | 11,1                              | 2,9                               | −5,4                              | −12,6                             | 1,6                               |
| Абсолютний мінімум, °C            | −27,7                             | −27,9                             | −24,1                             | −7,3                              | −0,8                              | 5,6                               | 8,9                               | 8,7                               | −1,7                              | −9,2                              | −21,2                             | −23,4                             | −27,9                             |
| Норма опадів, мм                  | 9                                 | 9                                 | 13                                | 40                                | 68                                | 94                                | 140                               | 118                               | 75                                | 35                                | 16                                | 9                                 | 626                               |
| Вологість повітря, %              | 53                                | 52                                | 54                                | 60                                | 68                                | 79                                | 84                                | 82                                | 75                                | 63                                | 57                                | 55                                | 65                                |
| --------------------------------- | --------------------------------- | --------------------------------- | --------------------------------- | --------------------------------- | --------------------------------- | --------------------------------- | --------------------------------- | --------------------------------- | --------------------------------- | --------------------------------- | --------------------------------- | --------------------------------- | --------------------------------- |
| Джерело:                          |                                   |                                   |                                   |                                   |                                   |                                   |                                   |                                   |                                   |                                   |                                   |                                   |                                   |